# Aurel Storin
Aurel Storin (n. 12 ianuarie 1937, București, România – d. 7 noiembrie 2015, București, România) a fost un scriitor, dramaturg și textier român de etnie evreiască.

## Biografie
Aurel Storin s-a născut la București, pe 12 ianuarie 1937. Între 1955-1959 a urmat cursurile Facultății de Filologie a Universității din București. A scris textele a peste 400 de melodii, marea majoritate devenite șlagăre, premiate la festivaluri și fredonate de-a lungul timpului și până astăzi de toată lumea.
A colaborat ca textier cu toți marii compozitori de muzică ușoară care, la rândul lor, au încredințat creațiile devenite imediat șlagăre unor nume care nu mai au nevoie de nici o prezentare, precum
- Luigi Ionescu - (Lalele, lalele de Temistocle Popa),
- Angela Similea (Să mori din dragoste rănită de Marcel Dragomir, Mă gândesc la dumneata de Edmond Deda),
- Aura Urziceanu (Mai rămâi și nu pleca de Marcel Dragomir),
- Margareta Pâslaru (Cu tine de Vasile Veselovski - Premiul Radioteleviziunii 1965, Liniștea mea de Gelu Solomonescu),
- Margareta Pâslaru și Marina Voica (Balada de Radu Șerban),
- Dan Spătaru (Prietene de Temistocle Popa),
- Aurelian Andreescu (Te-ai schimbat de Petre Mihăescu),
- Mădălina Manole (Fără dragostea ta, Vino, dragoste, Marea, cât dragostea noastră de Șerban Georgescu),
- Mirabela Dauer (Să știi că nu e adevărat de Horia Moculescu, Dacă nu erai tu de Jolt Kerestely),
- Corina Chiriac (Vino, iubire înapoi de Ion Cristinoiu, Parfumul străzilor de Radu Șerban, Serenadă de Mircea Chiriac, Și ieri și azi și mâine de Horia Moculescu, în duet),
- Carmen Rădulescu (Nu mai știu ce să cred de George Grigoriu, Acasă de Dan Ardelean) ș.a.m.d.[5]

Din aprilie 1960 până în 2007 a fost secretar literar al Teatrului de Revistă „Constantin Tănase”. A fost membru al Uniunii Scriitorilor din România și al UNITER, dar și redactor-șef al revistei Realitatea evreiască, publicație a Federației Comunităților Evreiești din România.
A scris versuri, proză, piese de teatru, eseuri, în publicații precum Viața românească, România literară, Luceafărul, Adevărul, Realitatea evreiască, etc. În 2007 a fost distins cu Premiul UNITER pentru întreaga activitate.
A fost înmormântat luni, 9 noiembrie 2015 în Cimitirul evreiesc Giurgiului din București.

## Distincții
- Medalia „Meritul Cultural” clasa a II-a (16 decembrie 1972) „pentru merite deosebite în opera de construire a socialismului, cu prilejul aniversării a 25 de ani de la proclamarea Republicii”[10]

## Opera (selecție)

### Piese de teatru
- Bimbirică,
- Salutări de la Vasile,
- Doctore, sînt al dumneavoastră,
- O felie de lună: Comedie în trei acte,
- Schimbul: piesă întra-un act,
- Zăpadă tînără: poem dramatic într-un act,
- Mi-am cumpărat un bătrîn etc.

### Versuri
- Morminte călătoare, Editura: Hasefer, Bucureșști, 2006, ISBN: 973-630-121-4, în colaborare cu Ștefan Cazimir

### Diverse
A publicat volume memorialistice și biografii ale unor compozitori și oameni de teatru români:
- Trecute vieți de mari artiști români,
- Sunt vagabondul vieții mele ...,
- Ora inexactă,
- De ce a murit Constantin Tănase?,
- Farmecul discret al teatrului de revistă,
- Teatrul de revistă de la Cărăbuș la Savoy
- Trasul cu praștia la evrei: eseuri iudaice și alte încercări ...
- Stela și Arșinel, o pereche fără pereche – ultimul său volum